# 홍윤조 (군인)
홍윤조(洪允祚, 1927년 5월 4일 ~ 1953년 7월 14일)는 대한민국의 육군 군인으로, 6.25 전쟁에서 전사하였다. 1953년 7월 6.25 전쟁 후반 전투에서 작전상 요지를 하나라도 더 마련하려고 한국 국군과 중공군이 대치하는 가운데, 통신회설 복구공사를 하다가 중공군이 쏜 포탄의 파편에 맞고 순직하였다.
출신지와 가계는 미상이고 6.25 전쟁이 끝나가던 1953년 1월 3일 육군소위로 임관하여 가설장교(架設將校)로 근무하던 중 작전상 요지 마련을 목적으로 한국군 제8사단과 중공군 제20병단 제67군의 3개 사단이 각축하였다. 한국 국군은 제16연대를 우측 612고지에, 제10연대를 690고지에서 720고지의 좌측에 배치하여 교전하였다. 이때 제8사단 제16연대 통신 가설장교로 비상가설반 대원 10명을 직접 인솔, 총, 포,수류탄이 오가는 포격이나 폭파 등으로 끊어진 유선 통신망 연결공사를 하였다.
1953년 7월 한국 국군은 막바지 전투를 하던 중 중공군 제20병단 제67군 병력과 대치하였고, 통신회선 연결을 하던 중 7월 14일 그는 와이어줄을 계속 풀던 중 612고지의 서쪽 언덕 8부 능선에서 중공군이 쏜 박격포의 유탄에 맞고, 과다출혈로 사망했다. 후일 충무무공훈장이 추서되었다.

## 같이 보기
- 6.25 전쟁